# Ernest Schoedsack
Ernest Beaumont Schoedsack, född 8 juni 1893 i Council Bluffs, Iowa, död 23 december 1979 i Los Angeles, var en amerikansk filmregissör och filmproducent. Schoedsacks mest berömda film är monster-äventyrsfilmen King Kong från 1933, som han regisserade och producerade tillsammans med Merian C. Cooper. Schoedsack regisserade och producerade även dess uppföljare Kongs son.

## Filmografi i urval
- 1932 – Mänskligt villebråd (regi)
- 1933 – King Kong (regi och producent)
- 1933 – Kongs son (regi och producent)